# ワタリバッタ

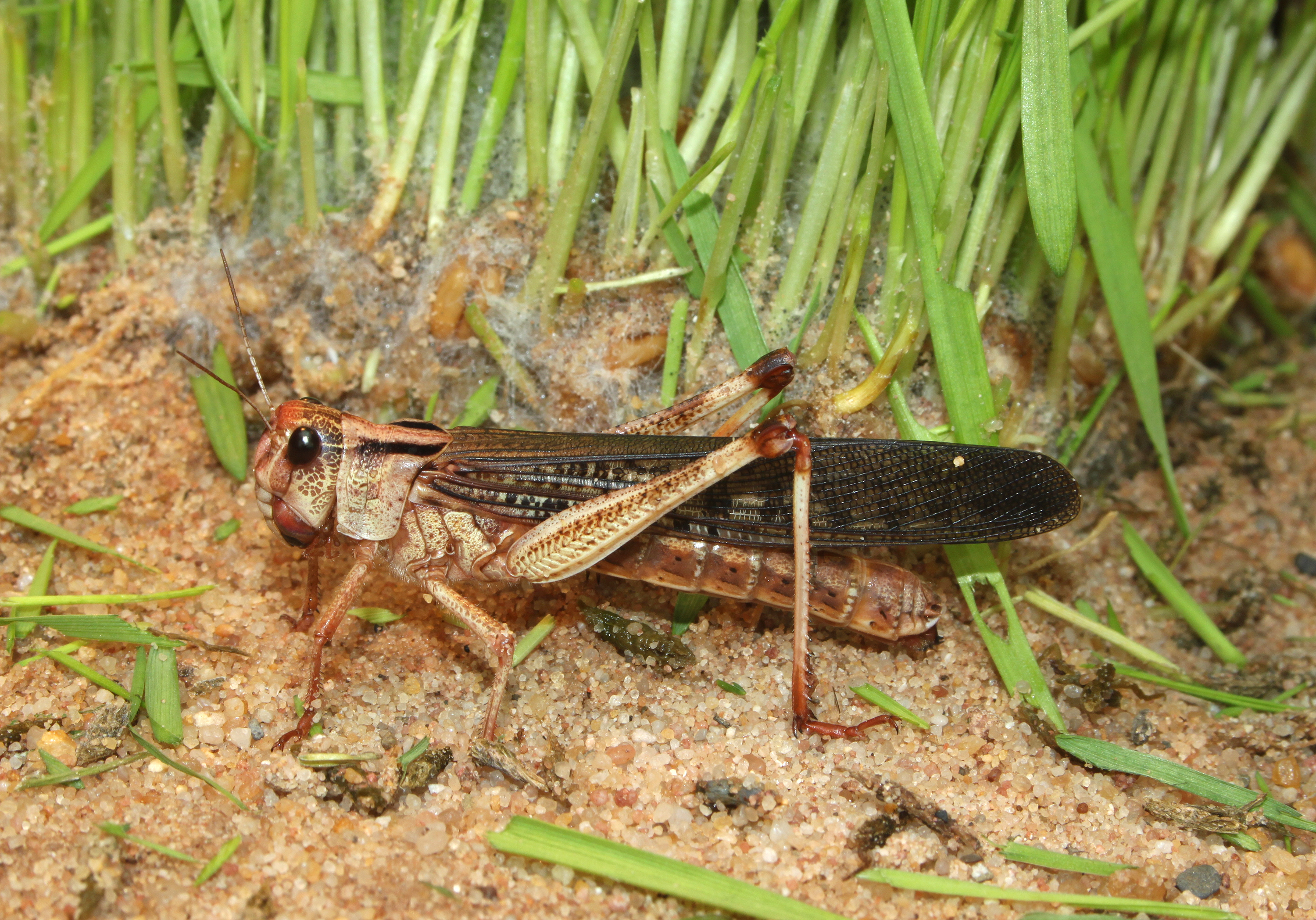
トノサマバッタ（Locusta migratoria）のような一部のバッタの群生相が蝗害を引き起こす。

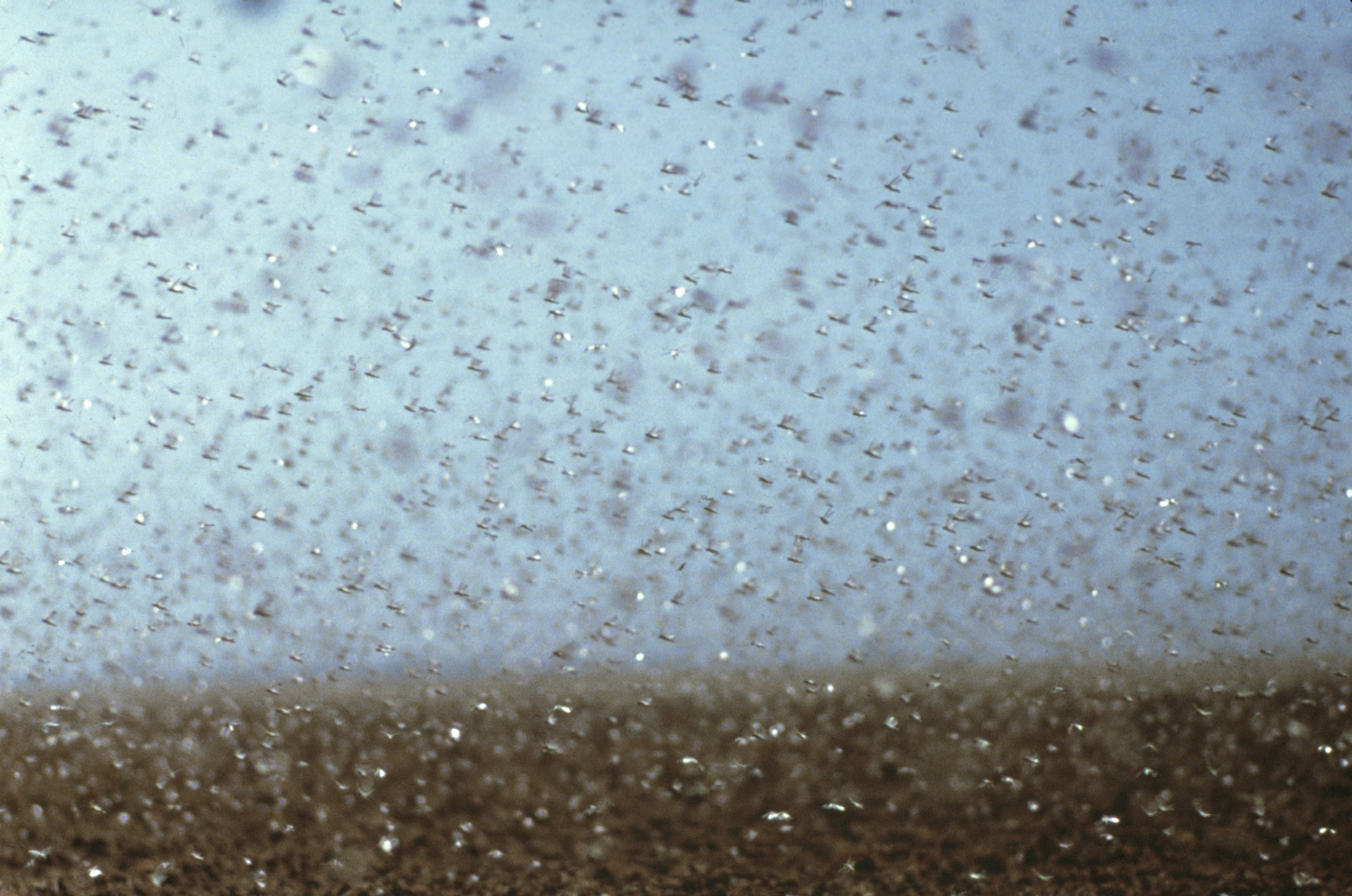
大量発生したオーストラリアトビバッタ

ワタリバッタ（英語: locust）とは、バッタ科のバッタのうち、サバクトビバッタやトノサマバッタのように、大量発生などにより相変異を起こして群生相となることがあるものをいう。トビバッタともいう。訳語として「いなご（蝗）」が与えられることもあるが、生物学的な意味でのイナゴとは異なる。バッタとワタリバッタの分類学上の違いはなく、群生相を生じるかどうかで区別される。進化上複数回独立して群生相の獲得が生じており、少なくとも5亜科18属が知られている。
通常、これらバッタは無害で、個体数は少なく、農業上の莫大な経済的脅威とはならない。しかしながら、急速な植生の成長後に旱魃が生じると、脳内のセロトニンによって急激な変化が生じる。急速に増殖し、個体数が十分に大きくなると群生・移動的になる（渡りと形容される）。翅のない若虫は集団（band）を形成し、翅を持った成虫の群れ（swarm）となる。集団と群れはどちらも動き回り、植生を食べつくし作物を食害する。成虫は強力な飛行者であり、飛翔距離は1日100キロメートルに達することがある。農作物を食い荒らす害虫で、国際連合食糧農業機関（FAO）によると、アフガニスタンやウズベキスタン、ロシア連邦など10カ国で毎年平均870万ヘクタールの被害が出る。2003年には西アフリカ20カ国以上の1300万ヘクタールで大発生した。
先史時代よりしばしば蝗害をもたらしてきたことで知られる。古代エジプトでは墓に彫られており、また『イーリアス』『マハーバーラタ』『聖書』『コーラン』にも記述されている。蝗害は作物を壊滅させ、飢饉や人々の移住を引き起こしてきた。近年では、農法の変化ワタリバッタ産卵地調査の向上により、初期段階での防除が可能となっている。伝統的な防除では地上または空中からの殺虫剤散布に頼っていたが、近年の生物的防除がより効果的である。群行動は20世紀に減少していったが、近年の調査・防除法にもかかわらず、今日でも依然存在する。気候条件が整い、警戒を怠れば蝗害が引き起こされる。
ワタリバッタは大型の昆虫であり、動物学の研究や学校教育に有用である。また食用にもなり、歴史を通して食べられてきたほか、多くの国で高級食材とされている。

## バッタの群れ
ワタリバッタはバッタ科に属する角の短いバッタのうち、群行動を取るものを指す。これらの虫は基本単独性だが、特定の環境下では個体数が増加し、行動・環境が変化して群生相となる。

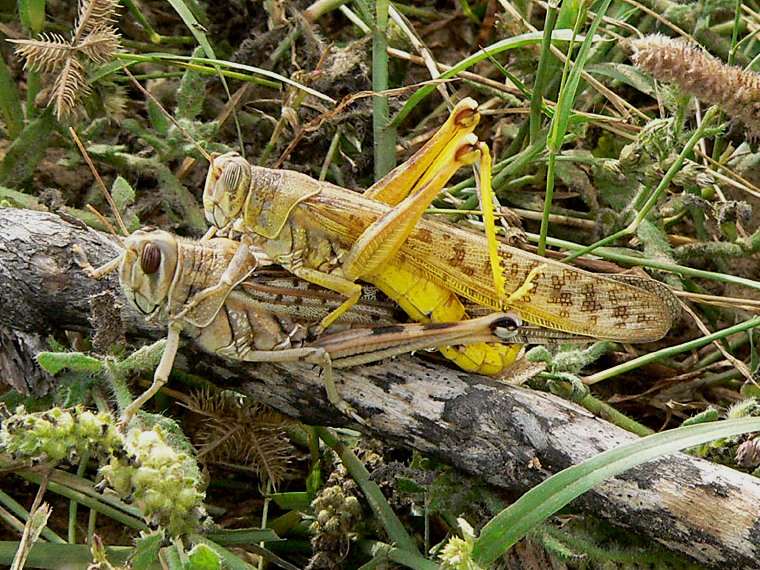
交尾中のサバクトビバッタ

ワタリバッタとバッタは分類学上では区別されない。基本的に、その種が断続的に適切な条件下で群れを形成するかどうかで定義される。英語の "locust" は群生相が形態・行動ともに変化し、未熟個体の集団から群れが発達する種を指す。変化は密度依存型表現型可塑性と説明される。
これらの変化は相変異の一例であり、対蝗研究所の設立に貢献したボリス・ウヴァロフによって初めて研究・記述された。当時、別種とされていたコーカサスの孤独相および群生相のワタリバッタ（Locusta migratoria と L. danica L.）について研究する中で、彼は相変異を発見した。彼は二相をそれぞれ solitaria および gregaria と命名した。これらは定住型（statary）および渡り型（migratory）と呼ばれているが、厳密にいえば渡りよりは放浪に近い行動をとる。チャールズ・バレンタイン・ライリーやノーマン・クリドルがワタリバッタの研究と防除に貢献した。
群行動は過密に対する応答である。後脚への触覚刺激増加によってセロトニンが増加する。これを受けて体色が変化し、摂食量や繁殖頻度が増加する。群生相への変化は4時間以上にわたる毎分数回以上の接触によって引き起こされる。巨大な群れは何十億もの個体が数千平方キロメートルの領域に広がっており、1平方キロメートルあたりの個体密度は8000万ほどにもなる（1平方マイルあたり20億個体）。サバクトビバッタが出会った際、神経系からセロトニンが放出され、群行動への前段階として相互に引き付けられる。
群生相の最初の集団形成は発生（outbreak）と呼ばれ、より大きな集団への合流は急増（upsurge）として知られる。別の繁殖地で急増した集団が、地域レベルで継続的に集まることで蝗害（plagues）となる。発生および急増初期では、集団中の一部の個体のみが群生相となり、集団をより広い範囲へと拡散していく。時間が経過するにつれ、バッタはより群生的になり、集団はより狭い範囲へと密集していく。1966年から1969年まで続いたアフリカ・中東・アジアでのサバクトビバッタの蝗害では、2世代によって個体数は200から300奥にまで増加したが、群れの面積は100,000平方キロメートルから5,000平方キロにまで減少した。

### 孤独相と群生相

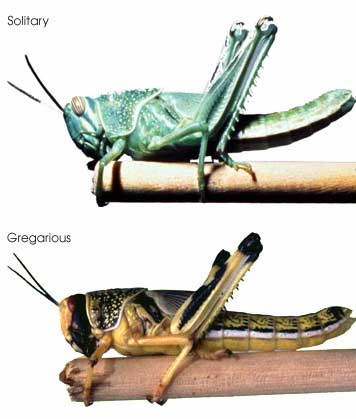
サバクトビバッタの孤独相と群生相

孤独相と群生相の大きな違いとして、行動が挙げられる。群生相の若虫は早ければ2齢から互いに惹きつけ合い、すぐに数千個体からなる集団を形成する。これらの集団はひとつの集合体のように振る舞い、地形に沿って（主に標高の低い場所へ）移動し、時に障害を避け他集団と合流する。個体間の誘引には視覚的・嗅覚的な信号が関与する。集団は太陽を基準にして移動していると推測される。彼らは移動の合間に休止して摂食し、時に数週間かけて数十キロを移動する。
群生相の個体は形態と発育が異なる。例えばサバクトビバッタとトノサマバッタでは、群生相の若虫は黄色と黒の模様が強調された暗い体色となり、孤独相より長い若虫期でより大きく成長する。成虫はより大型となり、体型が通常と異なり、性的二形は弱まり、代謝速度は上昇する。成熟・繁殖開始は早まるが、繁殖力は低下する。
個体間の相互引力は羽化後も継続し、まとまった集団として振る舞う。群れから引き離された個体は元の群れに飛んで戻る。摂食後に群れから置き去りにされた個体は、上空を群れが通過する際に飛翔して合流する。群れ前列の個体が採食のために着地すると、他個体はその頭上を通過し、順番に着地する。地上での採食休憩は長時間におよび、周辺の植生を食べつくすと移動を再開する。その後、一時的な降雨で新緑が芽吹いた場所を見つけるまで長距離移動することもある。

## 分布と多様性
南極以外の全大陸で、数種類のバッタは群れて蝗害を引き起こす。一例として、オーストラリアトビバッタ（Chortoicetes terminifera）はオーストラリアで蝗害の原因となる。
サバクトビバッタ（Schistocerca gregaria）は広い分布域（北アフリカ、中東、インド亜大陸）および長距離を移動できることからよく知られている。豪雨によって生態的条件が整った後、2003年から2005年にかけて大規模な蝗害が西アフリカの大部分を襲った。最初の発生はモーリタニア、マリ共和国、ニジェール、スーダンで起こった。降雨によって群れは増殖・北上してモロッコとアルジェリアの耕作地を襲った。群れはアフリカを横断し、過去50年にわたり蝗害の無かったエジプト、ヨルダン、イスラエルに達した。蝗害対策にかかった費用は1億2200万米ドル、作物への被害は250億ドルに達した。
時に10亜種に細分されるトノサマバッタ（Locusta migratoria）はアフリカ、アジア、オーストラリア、ニュージーランドで蝗害を引き起こすが、ヨーロッパでは希少となっている。2013年のマダガスカル蝗害では数百億個体もの群れが同年3月までに国のおよそ半分を襲った。セネガルバッタ（Oedaleus senegalensis）やアフリカイネバッタ（Hieroglyphus daganensis）などのような種（いずれもサヘル原産）はしばしば蝗害のような振る舞いを見せ、群生相らしい形態に変化する。
北米は南極以外で唯一ワタリバッタが生息しない亜大陸である。かつてロッキートビバッタは重大な害虫であったが、1902年に絶滅した。1930年代、ダストボウルの最中にコウゲントビバッタ（Dissosteira longipennis）が中西部で蝗害を引き起こした。今日ではコウゲントビバッタは希少種となっており、北米では蝗害はもはや見られない。

## ヒト・動物との関わり

### 古代

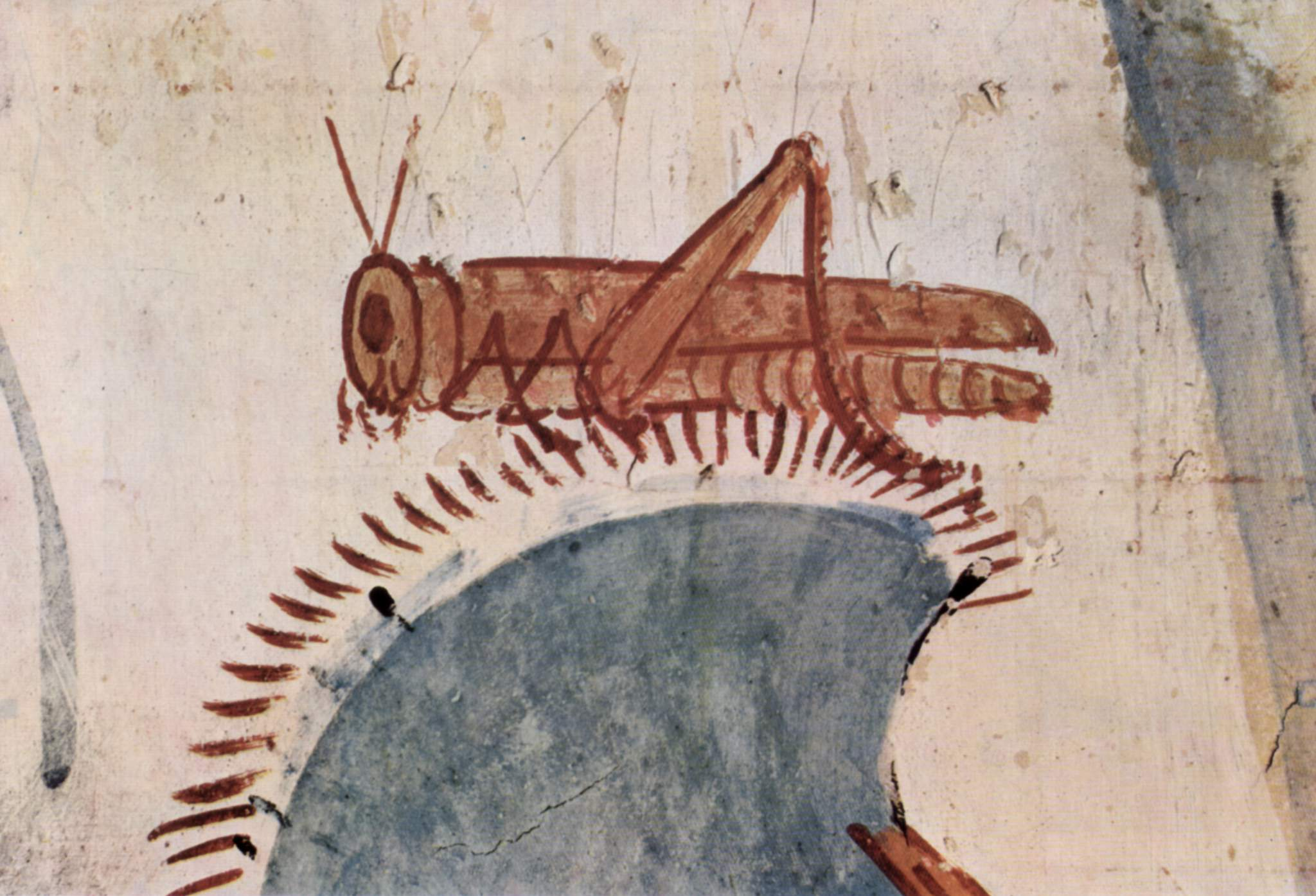
古代エジプト・ホルエムヘブ王の墓に描かれたバッタ（前1422–1411年頃）

文献調査によって、歴史の中でどれだけ蝗害が蔓延していたかが明らかにされている。バッタは（特に風向きや天候の変化によって）突然襲来し、破滅的な結果をもたらしてきた。古代エジプト人は紀元前2470年から前2220年、墓にワタリバッタを彫っていた。エジプトでの破滅的な蝗害が聖書の『出エジプト記』に記されている。インドの『マハーバーラタ』にも蝗害の記述がある。『イーリアス』は火から逃れるため蝗害に導かれて風の方へ向かう話が登場する。コーランにも蝗害が書かれている。紀元前9世紀、中国の王朝は蝗害対策の役人を雇っていた。新約聖書では、洗礼者ヨハネはいなごと野蜜によって荒野の飢えをしのいだとされ、また『ヨハネの黙示録』では人頭バッタが登場する。
アリストテレスはワタリバッタおよびその繁殖環境について研究しており、リウィウスは紀元前203年にカプアを襲った破滅的な蝗害について記録している。彼は蝗害の後に起きた疫病について言及しており、腐敗した死体の悪臭が原因だとしている。人間の疫病を蝗害と関連付ける考えが広まっていった。311年に中国北西部で流行し、地域人口の98%が犠牲となったペストは蝗害のせいだとされたが、実際にワタリバッタの死体を食べたネズミ（およびノミ）の増殖が原因かもしれない。

### 近年

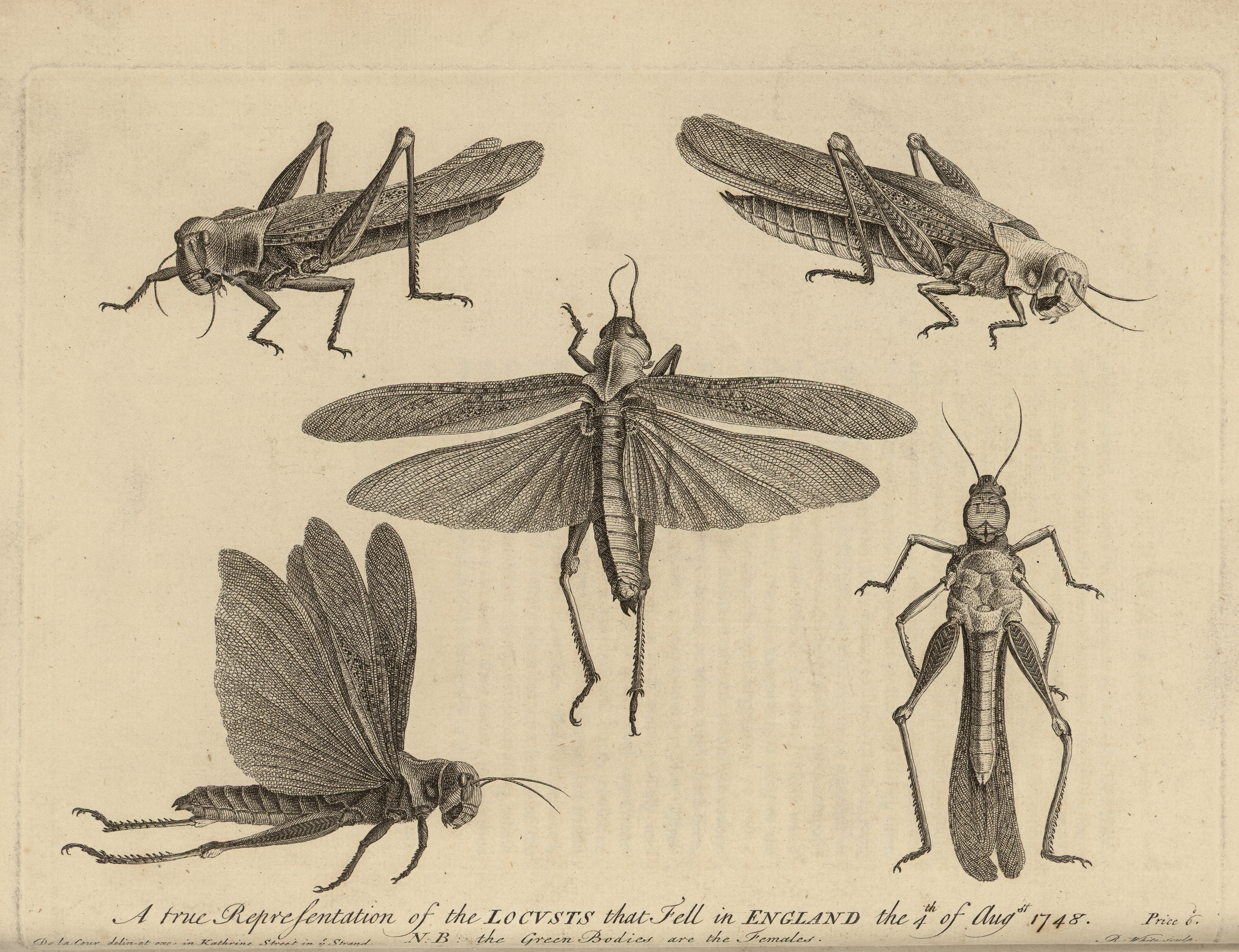
1748年にイングランドを襲撃したワタリバッタ、ウィリアム・ドラクール画を基にしたR・ホワイトの版画。トーマス・ペナントの『ウェールズ旅行』（1781年）より

過去2000年にわたって、サバクトビバッタの蝗害はアフリカ、中東、ヨーロッパで散発的に見られた。他種のバッタが南北アメリカ、アジア、オーストラリアで大混乱を招いてきた。中国では、1924年間で173回の蝗害が発生している。タイワンツチイナゴ（Nomadacris succincta）は18・19世紀にかけてインド・東南アジアの大害虫であったが、1908年の蝗害以降は滅多に大発生しなくなった。
1747年春、ダマスカス郊外を襲った蝗害によって近隣の作物および植生は食べつくされた。地元の散髪屋アフマド・アル＝ブダイリー（Ahmad al-Budayri）は「黒雲のように襲来した。木々から作物に至るまですべてを覆いつくしてしまった。全能の神よ、我らを救いたまえ！」と蝗害を振り返っている。
ロッキートビバッタの絶滅は謎に包まれている。19世紀アメリカ合衆国西部の至る所およびカナダの一部で蝗害が見られた。1875年のアルバートの蝗害では、12.5兆匹のバッタが198,000平方マイル (510,000 km2)（カリフォルニア州を上回る）もの領域を覆い、重さは2750万トンに達したと推測される。最後の生存個体は1902年にカナダで目撃された。近年の研究ではロッキー山脈の渓谷にあった産卵地が金鉱労働者の大規模な流入によって耕作され、土中の卵が破壊されたと示唆されている。
1915年のパレスチナ蝗害はレバノン山脈大飢饉（1915年から1918年まで続き、200,000人が亡くなった）の主要な原因となった。蝗害は20世紀に入り減少したが、好条件化では発生し続けた。

### 観測

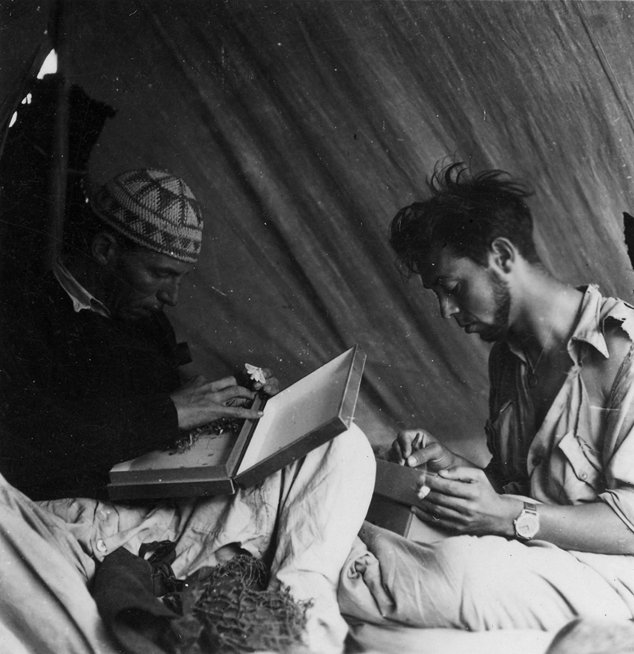
スペイン領サハラで蝗害を調査するエウヘニオ・モラレス・アガシノ（1942年）

蝗害発生初期、大規模化する前の対処は大規模化した後よりも成功しやすい。個体数を低く抑える手段は実用化されているが、組織的・経済的・政治的問題は時に対策を困難にする。観測は初期の診断・駆除の鍵となる。理想的には、大規模な蝗害と化す前に放浪集団の大部分を殺虫剤で駆除できる。モロッコやサウジアラビアのような裕福な国ではこのような対策が可能かもしれないが、モーリタニアやイエメンのような近隣の貧しい国ではリソースが不足しており、増殖したバッタの群れが地域全体を脅かしうる。
世界中のいくつかの組織が蝗害の脅威を観測している。近い将来に蝗害の被害を受ける可能性が高い地域へ予報を提供している。オーストラリアでは、オーストラリア蝗害委員会がその役割を担っている。発生しつつある蝗害への対処には大いに有効だが、他の地域からの侵入を防ぎ、監視し、防御するための明確な区域を持つという大きな強みの上に成り立っている。中央および南部アフリカでは、中南アフリカ国際蝗害管理組織（International Locust Control Organization for Central and Southern Africa）がその役割を担っている。西および北西アフリカでは、国際連合食糧農業機関（FAO）の西部地域サバクトビバッタ管理委員会（Commission for Controlling the Desert Locust in the Western Region）と、実際に対策を実施する各国当局の協力によって対処が行われている。FAOは、2500万ヘクタールの耕地が危機にさらされているコーカサスおよび中央アジアでの状況を監視している。2020年2月、大規模な蝗害発生を終わらせるために、インドはドローンと専用器具を用いた監視・殺虫剤散布を行うと決定した。

### 管理
歴史的に、人々が蝗害から作物を守る手段はほとんどなかったが、バッタを食べることで多少は埋め合わせになっていたかもしれない。20世紀初頭までに、卵の埋まっている土を耕す、捕獲機で若虫を捕まえる、火炎放射器で駆除する、溝に落とす、ロードローラーや他の機械で押しつぶすといった防除手段が開発されてきた。1950年代までに、有機塩化物のディルドリンが非常に強力な殺虫剤だと判明したが、環境中への残留や食物連鎖での生物蓄積を理由として多くの国で禁止された。
防除が必要な際には、トラクターに搭載した噴霧器から水性接触殺虫剤を散布し、若虫を早期に駆除する。この方法は効果的だが、時間と労力がかかる。航空機から濃縮殺虫剤を昆虫や植生に散布するのも望ましい。航空機から接触型殺虫剤を超微量に反復散布する方法は放浪集団に対して有効であり、広大な土地を迅速に処理できる。その他の最新技術としては、GPS、GISツール、衛星画像による迅速なコンピューターデータ管理・分析がある。
1997年、多国籍チームはアフリカ各地で蝗害抑制のための生物農薬の試験を実施した。産卵地に散布されたバッタカビの乾燥放飼は発芽時にバッタの外骨格を貫通し、体内に侵入して死に至らしめる。菌は個体間で感染し、地域で保持されるため追加散布は不要である。この手法は2009年にタンザニア・カタヴィ国立公園で用いられ、約10,000ヘクタールの範囲のバッタ成虫が感染した。発生は野生のゾウ、カバ、キリンを傷つけることなく封じ込められた。

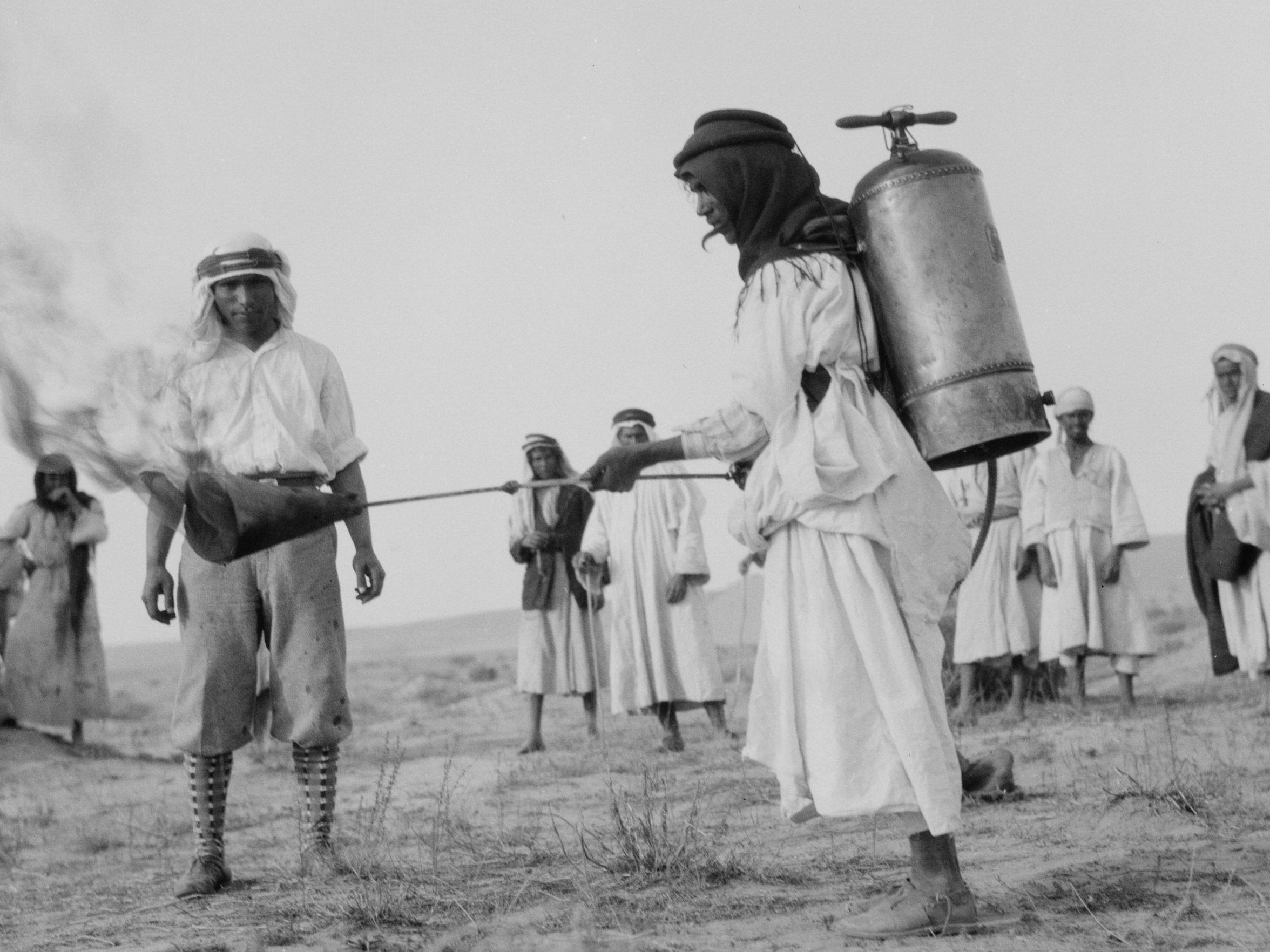
1915年のパレスチナ蝗害で火炎放射器を準備する人々
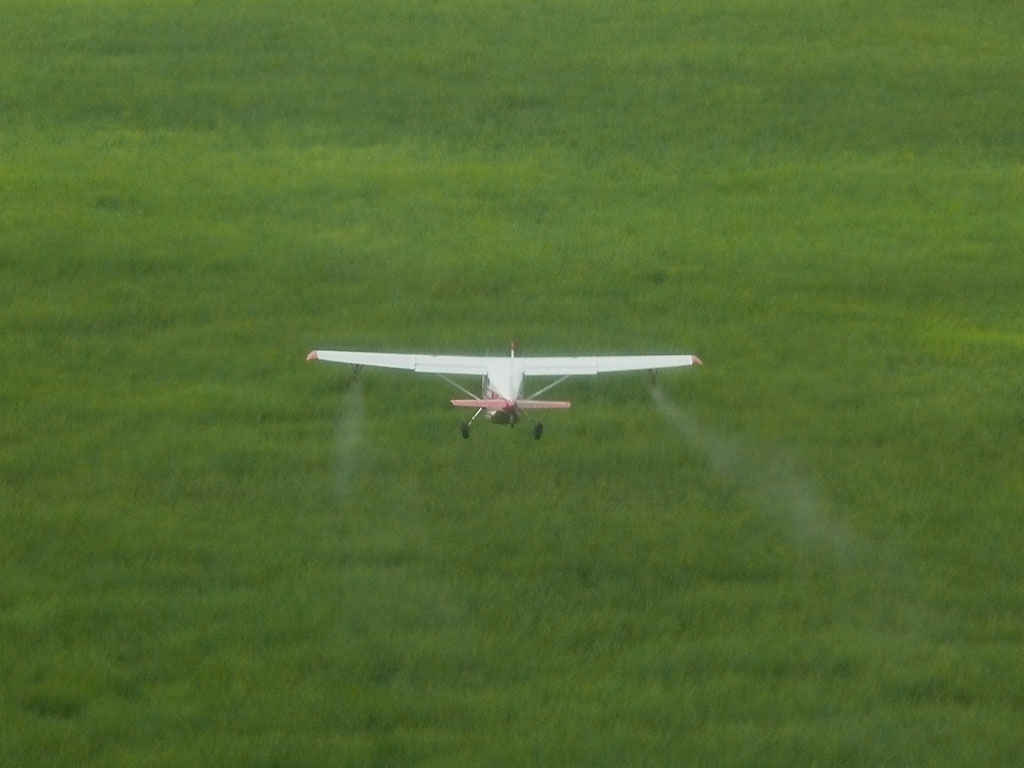
タンザニア・カタヴィ国立公園でアカトビバッタ（英語版）に対し散布を行う国際アカトビバッタ管理組織のセスナ機（2009年）
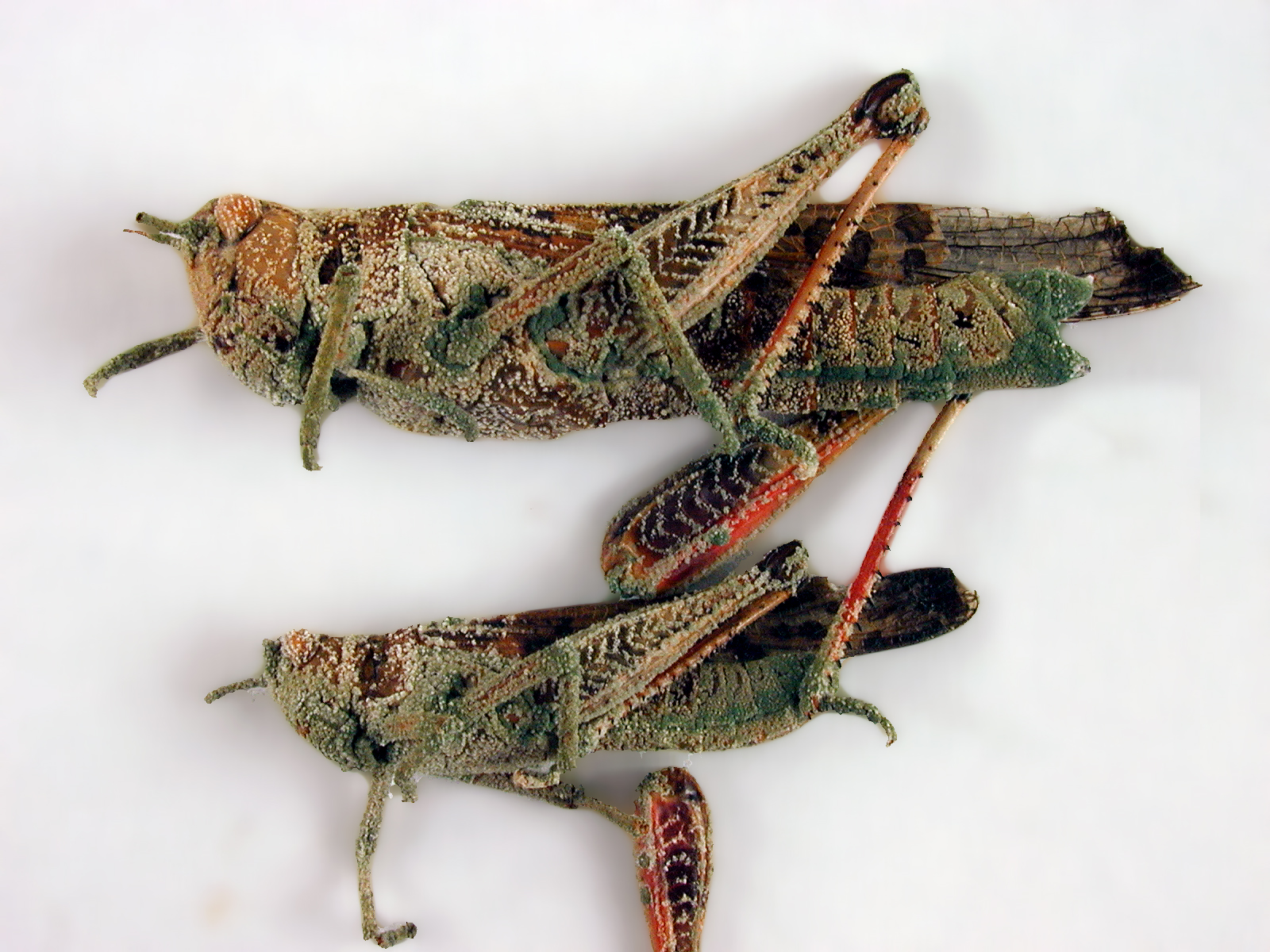
自然発生したメタリジウムの感染で死亡したバッタ。メタリジウムは環境にやさしい生物学的防御手段である[62]。

### モデル生物として
ワタリバッタは大型で、飼育・繁殖も容易なことから、研究上のモデル生物として用いられる。進化生物学の研究上で、ショウジョウバエ属やイエバエの研究で得られた結論が一般的かどうか調べるのに利用されている。頑丈で、飼育・繁殖も容易なことから、学校教育の実験にも適している。
テルアビブ大学では、触覚の鋭利な嗅覚を利用して様々な技術分野で匂いの区別に用いられている。

### 食材として

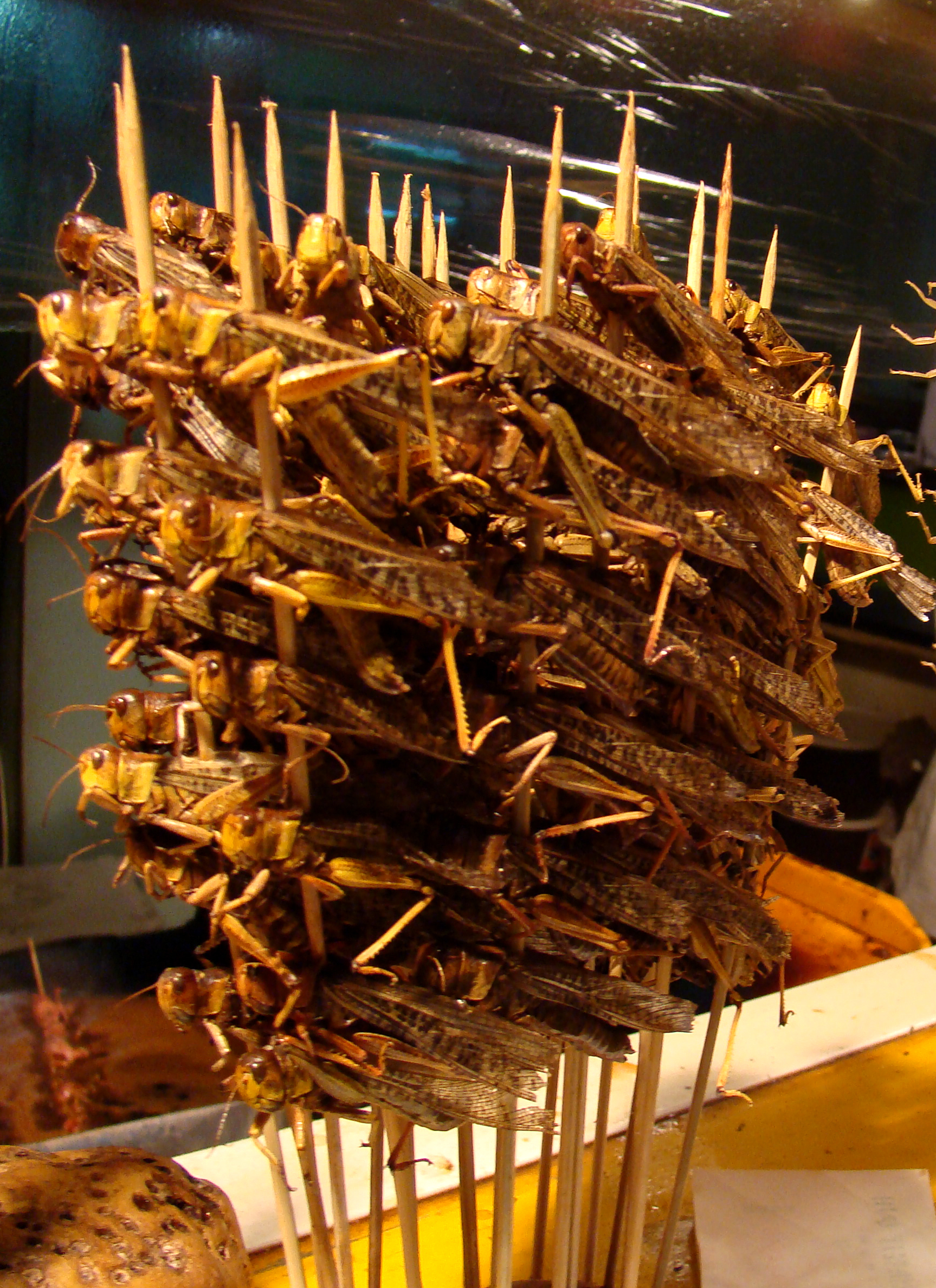
バッタの串焼き（中国・北京）

ワタリバッタは食材として古くから利用されてきた。肉と見なされてきた。世界中の複数の文化で昆虫食が行われてきており、ワタリバッタは多くのアフリカ、中東、アジア諸国で高級食材と見なされている。
様々な調理法があるが、多くの場合揚げ物、燻製、干物にされてきた。聖書には洗礼者ヨハネが荒野中でいなごと野蜜（ギリシャ語: ἀκρίδες καὶ μέλι ἄγριον, ラテン文字転写: akrides kai meli agrion）を食べていたと記されている。キャロブ（イナゴマメ）のような禁欲的植物食の例えではないかとの考えもあるが、akrides はギリシア語でいなごを意味する。
トーラーはほとんどの昆虫食を禁止しているが、特定の種類のイナゴ、中でも赤、黄色または所々灰色のものを食用として認めている。イスラム法学はイナゴ食をハラールと宣言している。預言者ムハンマドは行軍中、仲間らと一緒にイナゴを食べたと言われている。
ワタリバッタはサウジアラビアを含むアラビア半島で食べられている。2014年のラマダン前後にはカスィーム州などでワタリバッタの消費が急増した。多くのサウジアラビア人が健康に良いと考えているが、同国の保健省は殺虫剤の危険があると警告している。イエメン人もワタリバッタを食用としており、殺虫剤を用いる政府の計画に反対している。アブドゥッサラーム・シャビーニー（ʻAbd al-Salâm Shabînî）はモロッコのワタリバッタ料理のレシピについて述べている。19世紀のヨーロッパ人旅行家はアラビア、エジプト、モロッコのアラブ人がワタリバッタを売り、調理し、そして食べるさまを観察している。エジプト、ヨルダン川周辺のパレスチナ、エジプト、そしてモロッコのアラブ人はワタリバッタを食べる一方で、シリアの農民は食用としていないと報告している。
ハウラーン地方（Haouran region）の貧しいファッラーヒーンは、飢饉の際に腸と頭を取り除いたワタリバッタを食べていた一方、ベドウィンは丸のみにしていた。シリア人、コプト人、ギリシア人、アルメニア人および他のキリスト教徒とアラブ人自身が頻繁にワタリバッタを食べていると報告しており、あるアラブ人はヨーロッパ人旅行者に対し、好んで食べるイナゴの種類について語っている。ペルシア人は反アラブ的な「イナゴ喰らいのアラブ人」（ペルシア語: عرب ملخ خور, ラテン文字転写: Arabe malakh-khor）という蔑称を用いる。
ワタリバッタは飼料あたりで生産される食用タンパク質の量がウシの5倍にもなり、また生産時に排出される温室効果ガスはウシのそれより少ない。飼料要求率は1.7 kg/kg（ウシは10 kg/kg）である。生体のタンパク質は成虫で100 gあたり13から28 gで、若虫は14–18 gとなる一方で、ウシは19–26 g / 100 gほどである。タンパク質効率は低く、1.69ほどである（標準カゼインで2.5）。100 gのサバクトビバッタには11.5 gの脂質が含まれており、うち53.3%が不飽和、コレステロールは286 mgである A serving of 100 g of desert locust provides 11.5 g of fat, 53.5% of which is unsaturated, and 286 mg of cholesterol.。脂肪酸の中ではパルミトレイン酸、オレイン酸、リノレン酸が多く含まれる。カリウム、ナトリウム、硫黄、カルシウム、マグネシウム、鉄、鉛も多少含まれている。